# Саврушев, Церен Очирович
Церен Очирович Саврушев (1910 – 1986) — советский хозяйственный, государственный и политический деятель.

## Биография
Родился в 1910 году в  станице Власовской области Войска Донского. Член ВКП(б) с 1932 года.
С 1929 года на хозяйственной, общественной и политической работе. В 1929—1973 гг. — ответственный секретарь Мало-Дербетовского улусного, Центрального районного комитета ВЛКСМ, секретарь Западного районного комитета ВКП(б), секретарь Калмыцкого областного комитета ВЛКСМ, экономист, председатель Западной районной плановой комиссии, заместитель редактор газеты «Ленинский путь», заместитель председателя Государственной плановой комиссии при СМ Калмыцкой АССР, председатель Исполнительного комитета Элистинского городского Совета, депортирован, 2-й секретарь Калмыцкого областного комитета КПСС (1958-1961), председатель Калмыцкого областного Совета профсоюзов.
Избирался депутатом Верховного Совета СССР 5-го созыва.
Умер в 1986 году в Москве.